# The Puppini Sisters
The Puppini Sisters est un trio féminin de pop/jazz britannique spécialisé dans la close harmony vocale très utilisée dans les années 1940.
Leur style se veut à la fois glamour, rétro et new burlesque. Ses membres sont actuellement l'Italienne Marcella Puppini et les Anglaises Kate Mullins et Emma Smith. Leur nom a été choisi en référence aux Andrews Sisters qui sont une de leurs principales influences. Le trio cite également l'influence de The Chordettes, The Boswell Sisters, Marlene Dietrich, Fred Astaire, Ginger Rogers,  Joan Crawford mais aussi Kate Bush, Mike Flowers (en), The Smiths, Tom Waits, Carole King et même Marilyn Manson.

## Historique
Marcella Puppini, Italienne expatriée en Angleterre, a d'abord étudié le stylisme à la St Martins School of Art avant de rencontrer Kate Mullins et Rosanna Schura au Trinity College of Music de Londres avec qui elle forme le trio.
Marcella a eu l'idée de fonder le groupe en septembre 2004 après avoir vu le film d'animation Les Triplettes de Belleville.
Rosanna Schura quitte la formation peu de temps après. Elle est remplacée par Stephanie O'Brien.
Le premier album, Betcha Bottom Dollar édité en 2006 au Royaume-Uni, est entièrement composé de reprises dont Boogie Woogie Bugle Boy, chanté à l'origine par The Andrews Sisters. Outre des titres appartenant au répertoire du jazz, l'album comporte plusieurs reprises de pop et de rock, comme Wuthering Heights de Kate Bush, I Will Survive de Gloria Gaynor, Heart of Glass de Blondie ou encore Panic de The Smiths, toutes revisitées dans le registre close harmony.
Le second album paru en 2007 au Royaume-Uni, The Rise and Fall of Ruby Woo, contient des compositions originales signées par le trio et de nouvelles reprises, dans le même esprit décalé que sur le précédent disque, comme Walk Like an Egyptian de The Bangles ou Crazy in Love de Beyoncé.
Après un album de chants de Noël, toujours dans le style jazz, paru en 2010, Christmas With the Puppini Sisters, un quatrième album intitulé Hollywood parait le 7 novembre 2011 en France. Les trois chanteuses y reprennent des standards du cinéma hollywoodien. 
Elles sont également présentes sur l'album de Noël de Michael Bublé, Christmas, interprétant avec lui deux chansons : Frosty the Snowman et une  nouvelle version de Jingle Bells.
Les Puppini Sisters sont accompagnées de trois musiciens qui sont actuellement : Blake Wilner à la guitare, Henrik Jensen à la contrebasse et Peter Ibbetson à la batterie et aux percussions qui remplace Pat Levett à partir de 2011.
Le 27 juin 2012, Stephanie O'Brien annonce sur Facebook qu'elle quitte le groupe ; son dernier concert avec le trio est le 30 juin à l'Olympia. À partir du concert du 21 juillet 2012 à Gateshead, elle est remplacée par Terrianne Passingham qui ne reste que quelques mois dans le groupe, cédant en novembre 2012 sa place à Emma Smith.

## Membres

### Formation actuelle
- Marcella Puppini : chant, accordéon (depuis 2004)
- Kate Mullins : chant, mélodica, piano jouet (depuis 2004)
- Emma Smith : chant (depuis novembre 2012)

### Anciens membres
- Rosanna Schura : chant (2004)
- Stephanie O'Brien : chant, violon (de 2004 jusqu'au 30 juin 2012)
- Terrianne Passingham : chant, saxophone, flûte (du 30 juin 2012 à novembre 2012)

## Projet parallèle
Marcella Puppini a fondé en octobre 2007 Marcella and The Forget Me Nots, un orchestre entièrement féminin composé de huit membres dont elle est la chanteuse. Le style est défini comme un croisement entre Kurt Weill, Nick Cave et Édith Piaf. Un album est sorti en 2011 intitulé Born Beautiful.
Marcella Puppini sort son premier album solo, Everything is Beautiful en 2015.

## Discographie

### EP (Maxi)
- The Puppini Sisters EP (2006)

### Singles
- Wuthering Heights / Mr. Sandman  (2006)
- Jingle Bells / The Little Match Seller (Silent Night)  (2006) - Téléchargement via iTunes uniquement
- Spooky  (2007)
- Jilted (2008)

### Albums
- Betcha Bottom Dollar (2006)
- The Rise and Fall of Ruby Woo (2007)
- Christmas With the Puppini Sisters (2010)
- Hollywood (2011)
- The Best of The Puppini Sisters (2015) - compilation
- The High Life (2016)

### Collaboration
- Apart of Me (2008) - Titre enregistré en collaboration avec The Real Tuesday Weld et illustré par une vidéo réalisée par Alex de Campi[9].
- Jingle Bells et Frosty the Snowman (2011) - Avec Michael Bublé sur l'album de Noël de ce dernier intitulé Christmas.
- Nevertheless (I'm in Love With You) (2013) - Avec Michael Bublé sur l'album To Be Loved.